# Соснина (Нижньовартовський район)
Соснина́ (рос. Соснина) — присілок у складі Нижньовартовського району Ханти-Мансійського автономного округу Тюменської області, Росія. Знаходиться на міжселенній території.
Населення — 27 осіб (2010, 36 у 2002).
Національний склад станом на 2002 рік: росіяни — 83 %.